# Andronik Komnen (syn Jana II)
Andronik Komnen (gr. Ἀνδρόνικος Κομνηνός, ur. ok. 1108, zm. 1142) – bizantyński arystokrata, drugi syn cesarza Jana II Komnena oraz jego żony księżniczki węgierskiej Ireny.

## Życiorys
Andronik ożenił się około 1124 z kobietą o imieniu Irena, której rodzina i pochodzenie jest nieznane. Para miała kilkoro dzieci:
- Marię Maria Komnenę, która poślubił Teodora Dasiotesa a potem Jana Kantakuzena
- Jana Dukasa Komnena (zm. 17 września 1176)
- Teodorę Komnenę (zm. 2 stycznia 1184), która wyszła za Henryka II Jasomirgotta, księcia Austrii
- Eudokię Komnenę, który poślubił nieznego mężczyznę, a potem Michała Gabrasa. Była też jedna z kochanek z Andronika I Komnena.
- Aleksy Komnen, wszechwładnego faworyta regentki Marii z Antiochii.